# Incunable xylographique

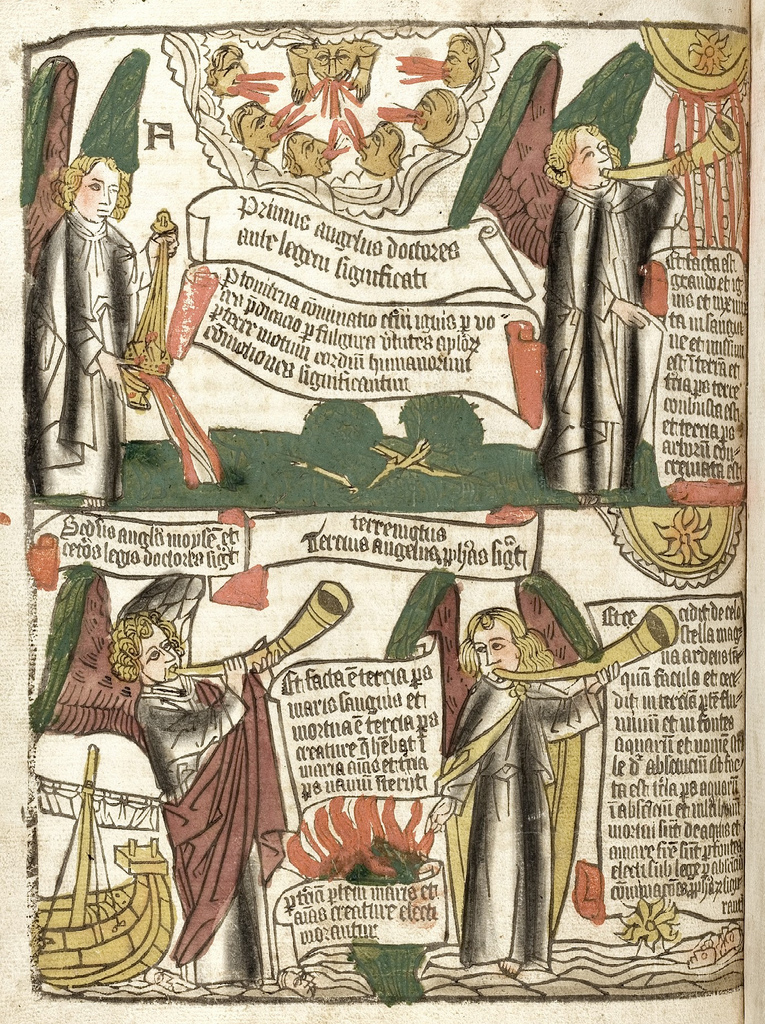
Page de l'Apocalypse

Un incunable xylographique (ou tabellaire) est un petit livre d'environ 50 pages maximum, imprimé en Europe dans la deuxième moitié du XVe siècle au moyen de blocs de bois sur lesquels sont taillés des textes et des illustrations.
Le contenu de ces livres concerne presque toujours des thèmes religieux, destiné à un public populaire, et certains titres étaient souvent réédités avec de nouveaux blocs de bois. Bien que l'on ait longtemps cru que les incunables xylographiques aient précédé l'invention de la presse typographique et de l'imprimerie à caractères mobiles par Johannes Gutenberg, que l'on date du début des années 1450, il est désormais accepté que la plupart des livrets xylographiques ayant survécu ont été imprimés dans les années 1460 ou plus tard, et que les plus vieux exemplaires pourraient dater d'environ 1451. Ils auraient été une alternative bon marché et populaire aux livres composés, qui étaient encore très chers à cette époque. Les xylographies des décennies antérieures, imprimées sur une seule face d'une feuille, incluaient souvent des passages de texte avec des oraisons, des indulgences et autres contenus.
Les incunables xylographiques sont très rares, et quelques éditions ont survécu par fragments.

## Description
Les incunables xylographiques sont de petits livres, de 50 pages ou moins, qui ont été imprimés dans la deuxième moitié du XVe siècle à partir de blocs de bois sur lesquels les textes et les illustrations sont taillés. Certains de ces incunables, appelés « chiro-xylographiques » (à partir du grec moderne : χειρ — cheir, la main), contiennent des illustrations imprimées mais avec des textes ajoutés à la main.
D'autres contenaient également des illustrations imprimées à partir de gravures sur bois, mais le texte l'était à partir de types mobiles. Ces ouvrages étaient tout de même considérés comme des incunables xylographiques à cause de leur méthode d'impression (un seul côté de la feuille était imprimé) et de leur relation très proche avec les incunables xylographiques proprement dits.
Tous sont considérés comme des incunables, ou livres imprimés avant 1501. Le seul exemple connu d'incunable xylographique qui ne contient pas d'images est la grammaire latine tiré de l’Ars grammatica du grammairien romain Aelius Donatus, un manuel devenu très populaire parmi les clercs, les étudiants et les gens lettrés du XVe siècle, appelé couramment un « donat ».
Les incunables xylographiques étaient presque exclusivement « consacrés à la diffusion de la religion au travers des images et des textes » et « interprétaient des événements tirés de la Bible ou d'autres sources de la pensée religieuse du Moyen-Âge. Les gravures sur bois étaient chargées en significations, même pour les illettrés et semi-lettrés, et aidaient les clercs et les prédicateurs à dramatiser leurs sermons. »
En 1934, Paul Otlet décrit l'« incunable » dans son Traité de documentation ainsi : « On comprend, sous ce nom, les livres toujours fort recherchés qui remontent aux origines de l’imprimerie et parurent avant 1500, 1512 ou 1520. On distingue les incunables xylographiques, obtenus au moyen de planches et les incunables typographiques, composés en caractères mobiles. Les premiers sont les plus anciens, mais de date incertaine ; quelques-uns cependant paraissent remonter au delà de 1440. »
Toutefois, les travaux d'Otlet ont été sensiblement révisés et complétés depuis : de manière conventionnelle, la communauté des chercheurs s'entend sur la date du 1er janvier 1501 comme date butoir.

## Méthode d'impression

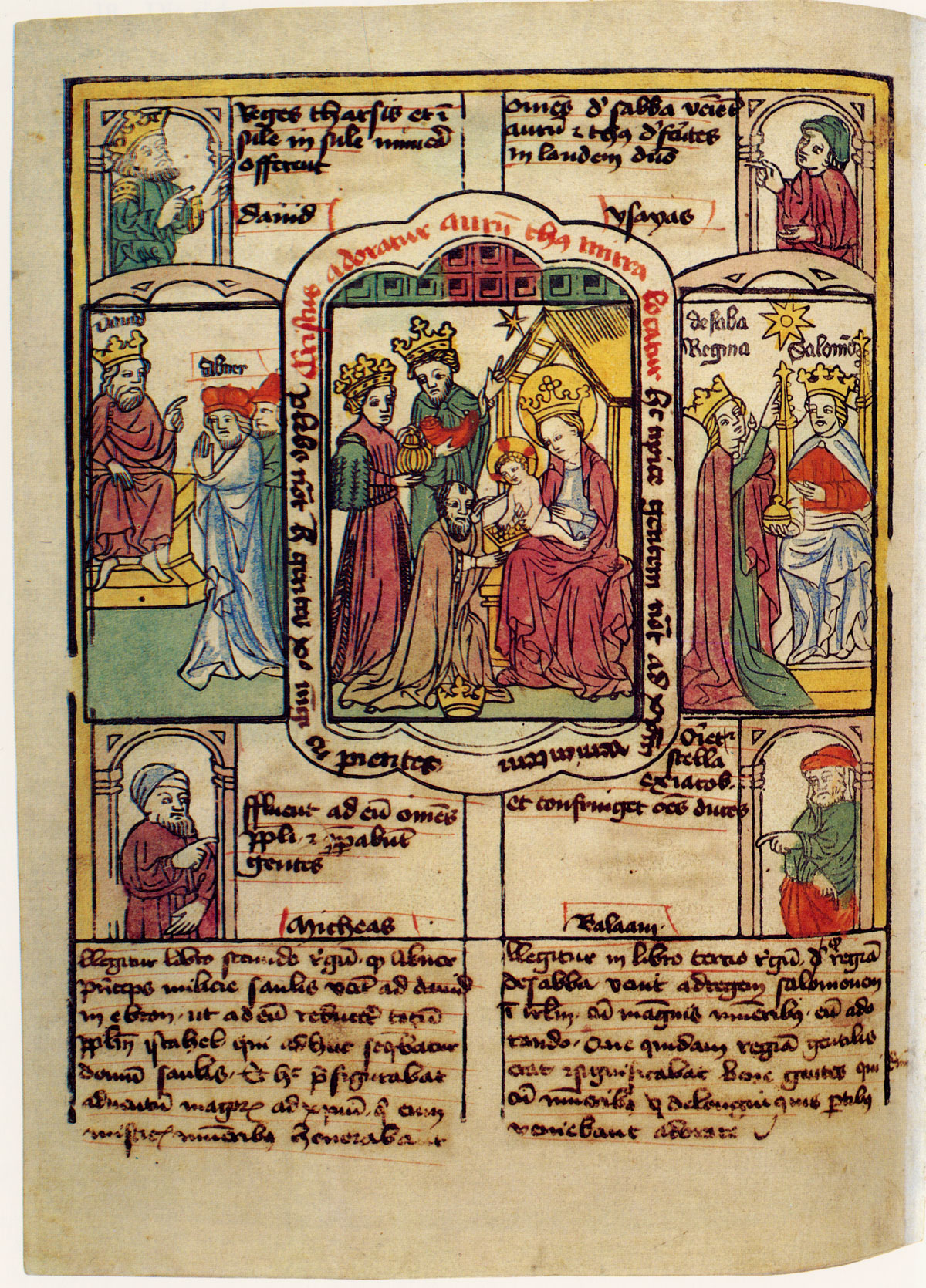
Biblia Pauperum ou « Bible du pauvre », illustrations gravées avec texte manuscrit dans des réserves laissées en blanc formant des phylactères.

Les incunables xylographiques étaient généralement imprimés comme des in-folio, avec deux pages imprimées sur une pleine feuille de papier qui était par la suite pliée en son milieu une fois pour être reliée. Plusieurs de ces feuilles étaient insérées les unes dans les autres afin de former un ensemble de feuilles, dont une ou plusieurs desquelles étaient cousues ensemble afin de former le livre complet.
Les premiers furent imprimés sur une seule face de la feuille (« anopistographes ») en utilisant une encre marron ou grise à base d'eau. Il est généralement admis qu'ils ont été imprimés par frottement plutôt qu'au moyen d'une presse. La nature de l'encre ainsi que le processus d'impression ne permettaient pas d'imprimer sur les deux côtés du papier : en effet, frotter la première face pour en imprimer la seconde endommagerait la première. Une fois liées, les feuilles imprimées sur une seule face produisaient deux pages d'images et de textes, suivies de deux pages blanches. Celles-ci étaient en général collées ensemble afin d'obtenir un ouvrage sans blancs. Dans les années 1470, une encre à base d'huile fut introduite, permettant d'imprimer sur les deux côtés du papier devenu moins hydrophile (« opisthographe ») en utilisant une presse normale,.
Les incunables xylographiques étaient souvent imprimés en utilisant un seul bloc de bois qui contenait deux pages de textes et images voire des blocs ne contenant qu'une seule page imprimable,. Les illustrations étaient la plupart du temps coloriées à la main[réf. nécessaire].
Des blocs de bois gravé destinés à l'impression avaient déjà été utilisés par les Chinois dès le XIe siècle ainsi que par d'autres cultures en Extrême-Orient pendant des siècles, mais il est généralement admis — sans pour autant écarter de possibles liens entre les deux mondes, commerciaux autant que culturels — que le développement européen de cette technique n'a pas été inspirée des artefacts asiatiques, qu'elle a évolué à partir de la taille de bois, laquelle tient ses origines de l'impression sur textiles et de la fabrique des cartes à jouer.

## Datation et localisation des impressions

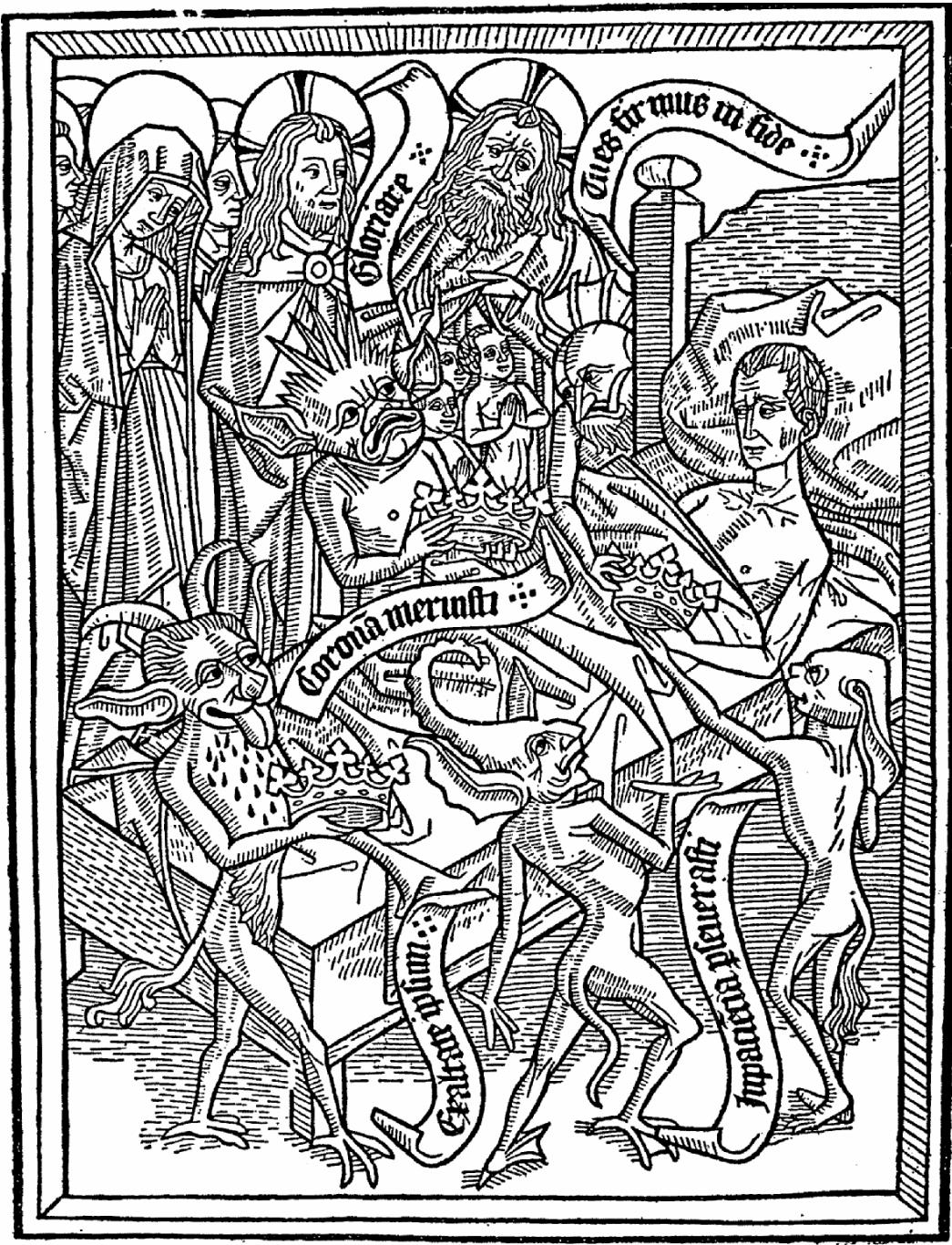
Ars Moriendi, Pays-Bas, vers 1460.

Les incunables xylographiques sont presque toujours non datés et sans précision sur l'imprimeur ou le lieu d'impression. Déterminer leur date d'impression et leur ordre relatif dans les différentes éditions est une tâche très complexe. En partie à cause de leur apparence parfois de facture grossière, il est généralement admis qu'ils datent de la première moitié du XVe siècle et sont les précurseurs de la presse typographique par types mobiles inventée par Johannes Gutenberg au début des années 1450. Le style des tailles a été l'un des arguments pour déterminer la datation, bien que l'on soit sûr à présent que ce style a en fait été inspiré d'un autre plus ancien. Des études menées dans les années 1960 relatives à l'« imprimerie » suggèrent également des dates antérieures, mais restent toutefois ambiguës.
Des annotations d'achats et de rubrication, cependant, mènent certains spécialistes à penser que les livres ont été imprimés après 1450. Wilhelm Ludwig Schreiber, historien spécialisé dans les incunables xylographiques, est arrivé à la conclusion qu'aucun des exemplaires ayant survécu ne peut être daté avant 1455-1460. En comparant les filigranes, qui sont la marque des papetiers, utilisés dans les incunables avec ceux de documents datés, établissant également des comparaisons en termes de formats, d'origine et de qualité du papier, Allan H. Stevenson (en) est arrivé à la conclusion que l'âge d'or des incunables xylographiques est les années 1460, mais qu'au moins l'un d'entre eux est daté d'environ 1451,.
Ceux qui ont été imprimés dans les années 1470 étaient souvent de qualité moindre. Ils ont néanmoins continué à être sporadiquement imprimés jusqu'à la fin du XVe siècle. Un incunable xylographique datant approximativement de 1530 mérite d'être souligné pour le soin exceptionnel avec lequel il a été fabriqué : il se présente comme une collection d'images bibliques finement gravées avec texte en légendes, et fut imprimé en Italie.
On pense que la plupart des incunables primitifs ont été imprimés aux Pays-Bas, et d'autres, ultérieurement, dans le Sud de l'Allemagne, très probablement à Nuremberg, Ulm, Augsbourg et en Souabe, principalement.

## Exemplaires répertoriés
En 1991, Mertens et Schneider, pour le Gutenberg-Museum, effectuent un recensement des exemplaires d'incunables xylographiques existants : il identifie 43 titres différents, qui incluent parfois plusieurs textes différents. Cependant, un petit nombre d'entre eux étaient très populaires et l'ensemble de ces titres constitue la grande majorité des exemplaires d'incunables xylographiques ayant survécu. Ils ont été réimprimés à plusieurs reprises, utilisant souvent de nouveaux supports taillés qui recopiaient les versions antérieures, incluant parfois des variantes. Il est généralement admis que l'Apocalypse fut le premier incunable xylographique ; une édition qu'Allan H. Stevenson date d'environ 1450-1452,.
Ce qui suit est une liste non exhaustive de textes provenant des incunables xylographiques, avec des liens vers les exemplaires digitalisés:

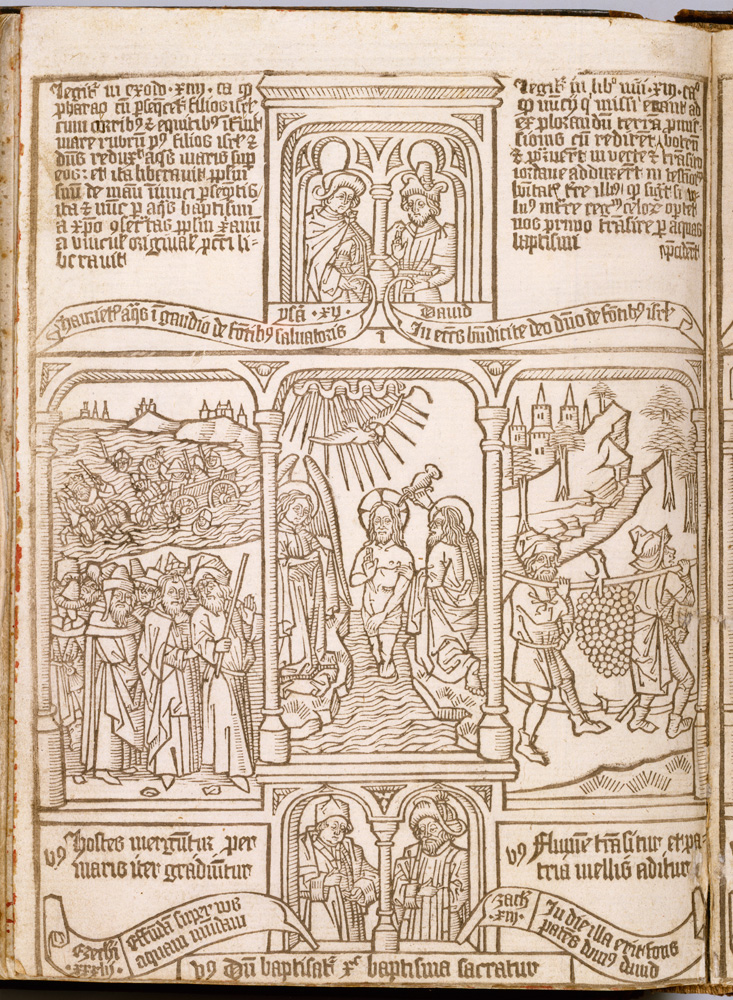
Biblia Pauperum (« La Bible du pauvre »).

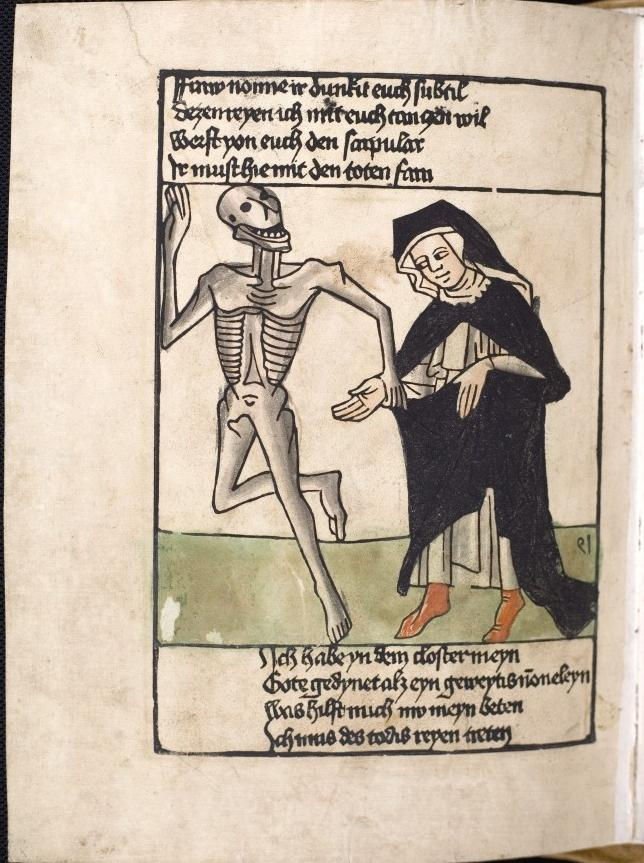
Danse macabre d'Heidelberg.

- ApocalypseContenant des scènes et des textes de l'Apocalypse et de la vie apocryphe de Saint Jean[19] (plusieurs exemplaires conservés à la Cambridge Digital Library (en)[20] et à la Bayerische Staatsbibliothek[21]).
- Ars Memorandi per figuras evangelistarumŒuvre anonyme avec des images mnémoniques d'événements tirés des quatre Évangiles (plusieurs exemplaires conservés à la Bayerische Staatsbibliothek[22]).
- Ars MoriendiL'Art de mourir, offrant des conseils sur les protocoles et bons procédés pour une bonne mort[23]. La première édition de ce livre a été appelée « le grand chef-d'œuvre des incunables xylographiques néerlandais[24] » (plusieurs exemplaires conservés à la Bayerische Staatsbibliothek[25] et à la bibliothèque du Congrès[26]).
- Biblia pauperum ou « Bible du pauvre »Une comparaison des histoires de l'Ancien et du Nouveau Testament, avec des images. Probablement dirigé aux clergé pauvre plutôt que pour le laïc pauvre (ou non éduqué)[27]. (plusieurs exemplaires conservés à la Bibliothek Otto Schäfer (de)[28] et à la Bayerische Staatsbibliothek[29]).
- Cantique des Cantiques[30]Plusieurs exemplaires conservés à la Bayerische Staatsbibliothek[31].
- Ælius Donatus Ars minorUn texte populaire des parties d'un discours. Seul incunable xylographique connu à ne contenir que du texte (un exemplaire est conservé à la Bayerische Staatsbibliothek[32]).
- Exercitium Super Pater NosterContient des gravures et des textes interprétant le Notre Père[33],[34].
- Speculum humanae salvationis ou Miroir du Salut humainSeul l'incunable xylographique pur a été imprimé. D'autres éditions ont imprimé le texte depuis un support en métal, quoique sur une seule face[35] (un exemplaire est conservé à la Bayerische Staatsbibliothek[36]).
- Danse macabreReprésente des squelettes dansant devant leurs victimes de plusieurs classes sociales et professions. Ce sujet a été repris dans plusieurs incunables xylographiques, dont le plus célèbre est celui conservé à l'université de Heidelberg[37],[38],[39].
- The Fable of the Sick Lion (« la fable du lion malade »)[40]
- Autres œuvres. Il convient d'ajouter aux textes illustrés énumérés ci-dessus, certains incunables xylographiques qui n'étaient que de simples calendriers, des éphémérides ou des almanachs[41].

## Collections
À cause de leur relative popularité en leurs temps, de leur valeur d'usage, peu d'exemplaires d'incunables xylographiques nous sont parvenus, et certains n'existent qu'à un seul exemplaire (on parle d'un « unicum »), voire sous forme fragmentaire. Ils ont tous fait l'objet d'études intensives et beaucoup ont été numérisés et sont donc consultables en ligne.
Les institutions suivantes possèdent d'importantes collections de ces ouvrages (le nombre d'exemplaires inclut les fragments et les pages simples et est fourni par Sabine Mertens, sauf mention) :
- Bibliothèque nationale de France, Paris, 49 exemplaires.
- Bayerische Staatsbibliothek, Munich, 46 exemplaires[43]
- British Library, Londres, 44 exemplaires.
- Morgan Library, New York, 24 exemplaires.
- Kupferstichkabinett Berlin (cabinet des estampes), Berlin. 20 exemplaires.
- University of Manchester Library (en), Manchester, 17 exemplaires[44]
- Bibliothèque nationale autrichienne, Vienne, 16 exemplaires.
- Heidelberg University Library (en), Heidelberg, 12 exemplaires.
- Rijksmuseum, La Haye, 11 exemplaires.
- Herzog August Bibliothek, Wolfenbüttel, 11 exemplaires.
- Collection de Lessing J. Rosenwald à la bibliothèque du Congrès, 10 exemplaires[45],[N 6]
- Bibliothèque de l'université Louis-et-Maximilien de Munich, Munich, 10 exemplaires.
- Bibliothèque bodléienne, Oxford, 8 exemplaires[46]
- Bibliothèque de Catalogne, Barcelone, 3 blocs de bois utilisés au XVIe siècle et une bulle pontificale imprimée.